# رودی میلیچی
رودی میلیچی (به ایتالیایی: Rodì Milici) یک کومونه در ایتالیا است که در استان مسینا واقع شده‌است. رودی میلیچی ۳۶ کیلومتر مربع مساحت و ۲٬۱۴۹ نفر جمعیت دارد و ۱۲۵ متر بالاتر از سطح دریا واقع شده‌است.